# Gottlieb Ludwig von Beville

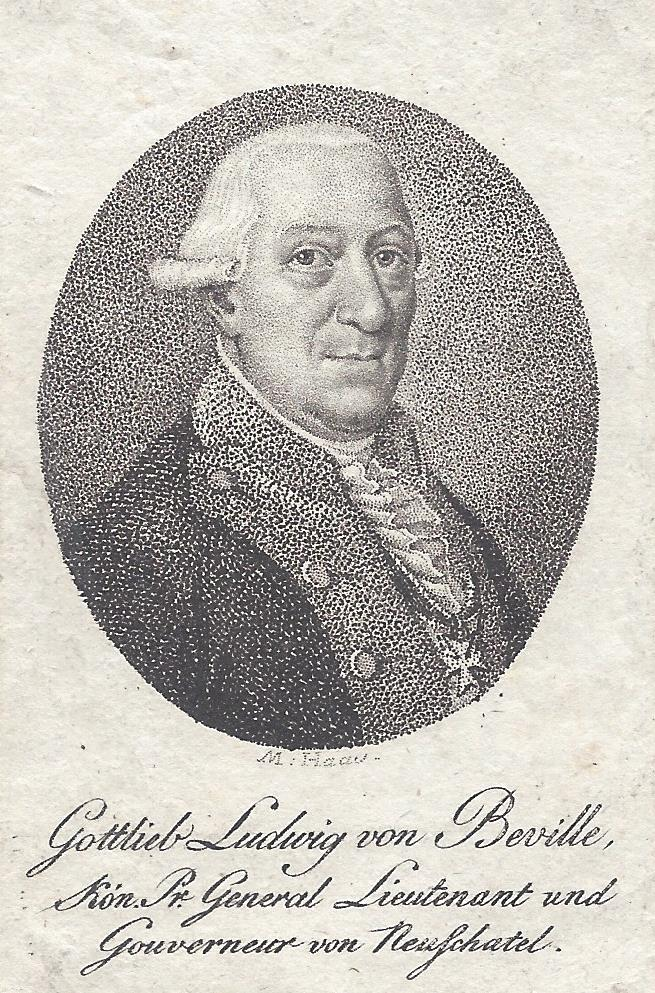
Meno Haas: Gottlieb Ludwig von Beville um 1800

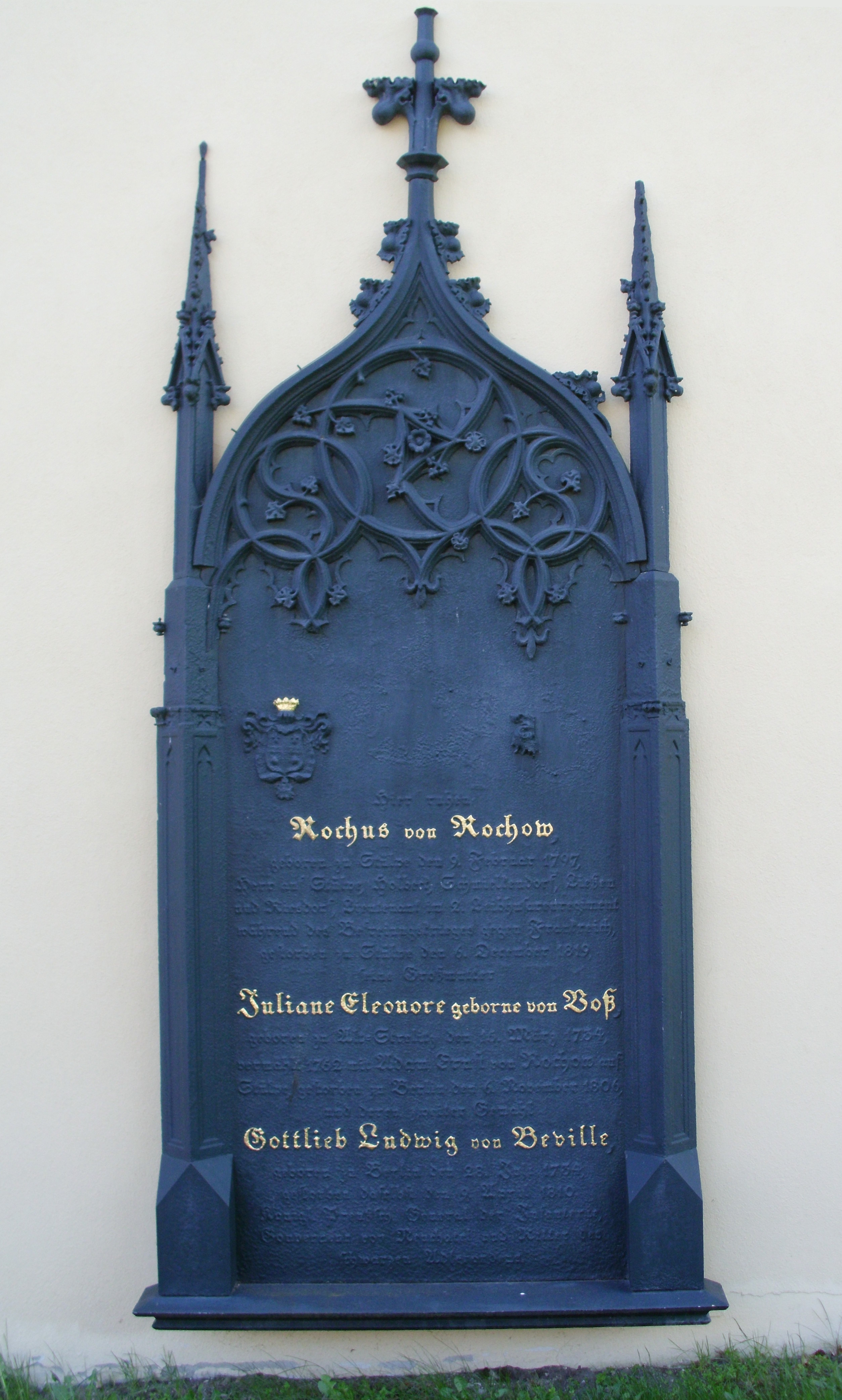
Grabplatte der Familie an der Kirche in Stülpe

Gottlieb Ludwig Theophil von Beville, getauft Louis Theophile le Chenevix de Beville, (* 28. Juli 1734 in Berlin; † 9. April 1810 ebenda) war ein preußischer Offizier, zuletzt General der Infanterie sowie Gouverneur des Fürstentums Neuenburg.

## Leben

### Herkunft
Gottlieb Ludwig entstammt der Hugenottenfamilie le Chenevix de Beville aus der Provinz Chartres. Sein Vorfahre war der Hofrat Benjamin le Chenevix de Beville, der schon vor der Aufhebung des Edikt von Nantes und der Hugenottenverfolgung nach Preußen gekommen war. Dort hatte er 1685 die Herrschaft Rheinsberg inklusive Stadt von General Franz du Hamel erworben.
Seine Eltern waren der preußische Oberstleutnant Johann Heinrich le Chenevix de Beville (1685–1775) und dessen Ehefrau Susanna, geborene de Montolieu Baronesse de St. Hippolyte (1705–1780), Tochter des Generalmajors in preußischen Dienst Louis de Montolieu, Chevalier, Baron de St. Hippolyte (1667–1738), aus Saint-Hippolyte-de-Caton. Dieser verkaufte das Schloss Rheinsberg 1734 an den Kronprinzen Friedrich II.

### Militärische Laufbahn
Béville wurde am 21. Dezember 1749 als Gefreiterkorporal im Infanterieregiment „von Forcade“ Nr. 23 angestellt. Als Fähnrich nahm er am Feldzug 1756/63 an der Belagerung von Schweinitz, dem Überfall von Hochkirch sowie den Schlachten bei Zorndorf, Liegnitz und Torgau teil. Am 5. April 1757 wurde er zum Sekondeleutnant befördert sowie ein Jahr später zum Flügeladjutanten des Königs ernannt.
Am 8. Mai 1764 wurde er als Major in das Infanterieregiment „von Kleist“ Nr. 36 versetzt. Im Mai 1773 wurde er zum Oberstleutnant befördert und am 26. Juni 1777 Oberst. 1778 bekam er für seine Leistungen den Orden Pour le Mérite. 1779 wurde er zum Gouverneur von Neuenburg ernannt. Er war aber die meiste Zeit in Berlin. Nur die unruhigen Jahre 1799 bis 1802 verbrachte er in Neuenburg. 1801 wurde er mit dem Orden des Schwarzen Adlers ausgezeichnet.
In der Zeit von 1756 bis 1779 war er bei allen Feldzügen dabei und geriet 1761 bei Schweidnitz in Gefangenschaft. Er wurde aber bereits nach zwei Monaten ausgetauscht.
Am 20. Mai 1785 wurde er zum Generalmajor ernannt und wurde Chef des Regiments zu Fuß „Leopold von Braunschweig“ Nr. 24. 1786 nahm er für den König Friedrich II. von Preußen die Huldigungen im Fürstentum Neuenburg entgegen. 1790 wurde er zum Generalleutnant ernannt. 1806 wurde er als Gouverneur durch Louis-Alexandre Berthier abgelöst sowie mit dem Charakter eines Generals der Infanterie in den Ruhestand verabschiedet.
Er ist in der Dorfkirche von Stülpe beerdigt.

## Familie
Beville war in erster Ehe mit Juliane Eleonore von Voß, verwitwete von Rochow (* 15. März 1734; † 6. November 1806) verheiratet. Nach deren Tod vermählte er sich 1807 mit Luise Charlotte Friederike, geborene Freiin von Holle (1763–1847), Witwe des Erasmus Ludwig Friedrich von der Groeben.
Aus der ersten Ehe gingen folgende die Kinder hervor:
- Heinrich Ludwig (1767–1793), preußischer Offizier im Infanterieregiment „von Braunschweig“ Nr. 21
- Susanne Juliane (* 1769) ⚭ 1789 August Friedrich von der Droessel (1736–1803)
- Karl Philipp (1770–1837), preußischer Offizier im Dragonerregiment „von Gilsa“ Nr. 3 ⚭ Freiin Marianne Christiane von der Goltz (* 1775)[6]